# Championnat d'Espagne féminin de rink hockey
 (mars 2017).
Si vous disposez d'ouvrages ou d'articles de référence ou si vous connaissez des sites web de qualité traitant du thème abordé ici, merci de compléter l'article en donnant les références utiles à sa vérifiabilité et en les liant à la section « Notes et références ».
OK Liga Femenina est le championnat espagnol féminin de rink hockey. Il existe depuis 2008, substituant le Campeonato de España, qui était joué en phases éliminatoires entre les champions régionaux. C'est la version féminine du championnat OK Liga.